# Campeonato de Francia de Rugby 15 1919-20
El Campeonato de Francia de Rugby 15 1919-20 fue la 24.ª edición del Campeonato francés de rugby, la principal competencia del rugby galo.
El campeón del torneo fue el equipo de Tarbes quienes obtuvieron su primer campeonato.

## Desarrollo

### Primera fase
|  | Olympique de Paris | - | Periguex    | 6 - 0  |  |
|  | Racing Paris       | - | Le Havre AC | 13 - 0 |  |
|  | Perpignan          | - | Grenoble    | 36 - 7 |  |
|  | Dax                | - | Auch        | 14 - 3 |  |
|  | Stade Bordelais    | - | Poitiers    | 11 - 0 |  |
|  | Bayonne            | - | Nantes      | 29 - 0 |  |
|  | Bourdeaux-Begles   | - | Roquefort   | 8 - 0  |  |
|  | Toulouse OEC       | - | Brive       | 8 - 0  |  |
|  | Toulouse           | - | Toulon      | 20 - 0 |  |
|  | FC Lyon            | - | Chalon      | 30 - 5 |  |
|  | Béziers            | - | Oyonnax     | 52 - 3 |  |
|  | Stadoceste tarbais | - | Bergerac    | 23 - 5 |  |

### Segunda fase
|  | Stadoceste tarbais | - | Tolosa OEC | 16 - 10 |  |
|  | Toulouse           | - | Compiègne  | 9 - 0   |  |
|  | Racing Paris       | - | Bayonne    | 5 - 0   |  |
|  | Stade Bordelais    | - | Béziers    | 11 - 0  |  |
|  | Perpignan          | - | FC Lyon    | 31 - 0  |  |
|  | Dax                | - | Begles     | 8 - 0   |  |

### Fase de grupos

#### Grupo A
| Equipo      | Puntos   |
| ----------- | -------- |
| Racing Club | 6 puntos |
| Toulouse    | 3 puntos |
| Dax         | 3 puntos |

#### Grupo B
| Equipo          | Puntos   |
| --------------- | -------- |
| Tarbes          | 5 puntos |
| Perpignan       | 5 puntos |
| Stade Bordelais | 2 puntos |

### Final
| 25 de abril de 1920 | Racing Club | 3 - 8 | Stadoceste Tarbes | Stade du Bouscat, Bordeaux |  |

| Bandera de Francia        |
| Campeón Stadoceste Tarbes |
| Primer título             |